# Leucoloma tanganyikae
Leucoloma tanganyikae là một loài rêu trong họ Dicranaceae. Loài này được P. de la Varde mô tả khoa học đầu tiên năm 1959.